# دوري الدرجة الأولى الروماني 1961–62
دوري الدرجة الأولى الروماني 1961–62 (بالرومانية: Divizia A 1961-1962)‏ هو الموسم 44 من  دوري الدرجة الأولى الروماني. أقيم خلال الفترة 20 أغسطس 1961 وحتى 2 يوليو 1962، وأشرف على تنظيمه اتحاد رومانيا لكرة القدم، وكان عدد الأندية المشاركة فيه  14، وفاز فيه دينامو بوخارست بعد أن لعب 26 مباراة وفاز بـ 14 منها.

## نتائج الموسم
| المركز | فريق           | لعب | ف  | ت | خ | له | عليه | ف.أ | نقاط | ملاحظة |
| ------ | -------------- | --- | -- | - | - | -- | ---- | --- | ---- | ------ |
| 1      | دينامو بوخارست | 26  | 14 | 8 | 4 | 62 | 35   | +27 |      |        |